# Ligue B de la Ligue des nations de la CONCACAF 2019-2020
Navigation
Ligue B 2022-2023
La Ligue B de la Ligue des nations 2019-2020 est la deuxième division de la Ligue des nations 2019-2020, première édition d'une compétition impliquant les équipes nationales masculines des 41 associations membres de la CONCACAF.

## Format
La Ligue B se compose des associations classées de la septième à la vingt-deuxième place lors du tournoi de classement de la ligue des nations de la CONCACAF 2019-2020. Ces seize équipes sont séparées en quatre groupes de quatre équipes. Les vainqueurs de chaque groupe sont promus en Ligue A pour la saison 2022-2023, et se qualifient également à la Gold Cup 2021. Les équipes classées quatrièmes de chaque groupe sont reléguées en Ligue C,.
De plus, les équipes classées deuxièmes de chaque groupe se qualifient au premier tour des éliminatoires de la Gold Cup 2021.

### Tirage au sort
Les équipes sont attribuées à la Ligue B en fonction de leur classement au tournoi de classement de la ligue des nations de la CONCACAF 2019-2020. Celles-ci sont reparties en quatre chapeaux de quatre équipes, placées selon leur coefficient.
Le tirage au sort de la phase de ligue aura lieu au Cosmopolitan de Las Vegas au Nevada, le 27 mars 2019,.
| Équipe    | Coeff | Classement |
| --------- | ----- | ---------- |
| Jamaïque  | 1,507 | 6          |
| Salvador  | 1,380 | 9          |
| Nicaragua | 1,083 | 14         |
| Guyane    | 1,057 | 16         |

| Équipe                     | Coeff | Classement |
| -------------------------- | ----- | ---------- |
| Saint-Christophe-et-Niévès | 1,018 | 18         |
| République dominicaine     | 983   | 19         |
| Suriname                   | 975   | 20         |
| Guyana                     | 953   | 21         |

| Équipe                          | Coeff | Classement |
| ------------------------------- | ----- | ---------- |
| Antigua-et-Barbuda              | 930   | 22         |
| Belize                          | 831   | 24         |
| Saint-Vincent-et-les-Grenadines | 821   | 25         |
| Sainte-Lucie                    | 813   | 26         |

| Équipe     | Coeff | Classement |
| ---------- | ----- | ---------- |
| Grenade    | 749   | 28         |
| Aruba      | 638   | 31         |
| Dominique  | 593   | 32         |
| Montserrat | 478   | 35         |

## Groupes
Légende des classements
- Promotion en Ligue A et qualification pour la Gold Cup 2021
- Qualification pour les Éliminatoires de la Gold Cup 2021
- Relégation en Ligue C

### Groupe A
| Rang | Équipe                     | Pts | J | G | N | P | Bp | Bc | Diff |  | Résultats (▼ dom., ► ext.) |     |     |     |     |
| ---- | -------------------------- | --- | - | - | - | - | -- | -- | ---- |  | -------------------------- | --- | --- | --- | --- |
| 1    | Grenade                    | 14  | 6 | 4 | 2 | 0 | 8  | 4  | +4   |  | Grenade                    |     | 1-0 | 3-2 | 2-1 |
| 2    | Guyane                     | 8   | 6 | 2 | 2 | 2 | 8  | 6  | +2   |  | Guyane                     | 0-0 |     | 3-0 | 3-1 |
| 3    | Belize                     | 6   | 6 | 2 | 0 | 4 | 6  | 12 | -6   |  | Belize                     | 1-2 | 2-0 |     | 0-4 |
| 4    | Saint-Christophe-et-Niévès | 5   | 6 | 1 | 2 | 3 | 8  | 8  | 0    |  | Saint-Christophe-et-Niévès | 0-0 | 2-2 | 0-1 |     |

| 1re journée            | Grenade                    | 2 - 1   | Saint-Christophe-et-Niévès | Kirani James Stadium, Saint-Georges |                            |
| 5 septembre 2019 18:00 | Mitchell 19e · Charles 82e | (1 - 0) | 57e Hanley                 | Arbitrage : Kevin Morrison          | Arbitrage : Kevin Morrison |
| 5 septembre 2019 18:00 | Rapport                    |         |                            | Arbitrage : Kevin Morrison          | Arbitrage : Kevin Morrison |

| 5 septembre 2019 | Guyane  | 3 - 0 (sur tapis vert) | Belize | Stade Edmard-Lama, Remire-Montjoly |
| 20:00            |         |                        |        |                                    |
|                  | Rapport |                        |        |                                    |

| 2e journée             | Belize       | 1 - 2   | Grenade                             | Isidoro Beaton Stadium, Belmopan |                          |
| 8 septembre 2019 18:00 | McCaulay 24e | (1 - 0) | 59e (pen.) Paterson · 90+3e Charles | Arbitrage : Erick Lezama         | Arbitrage : Erick Lezama |
| 8 septembre 2019 18:00 | Rapport      |         |                                     | Arbitrage : Erick Lezama         | Arbitrage : Erick Lezama |

| 8 septembre 2019 | Saint-Christophe-et-Niévès | 2 - 2   | Guyane                      | Warner Park, Basseterre      |                              |
| 19:00            | Amory 50e · Liburd 75e     | (0 - 1) | 23e Haabo · 53e (pen.) Éric | Arbitrage : Melvin Matamoros | Arbitrage : Melvin Matamoros |
| 19:00            | Rapport                    |         |                             | Arbitrage : Melvin Matamoros | Arbitrage : Melvin Matamoros |

| 3e journée            | Guyane  | 0 - 0   | Grenade | Stade Edmard-Lama, Remire-Montjoly |                             |
| 10 octobre 2019 20:00 |         | (0 - 0) |         | Arbitrage : Tristley Bassue        | Arbitrage : Tristley Bassue |
| 10 octobre 2019 20:00 | Rapport |         |         | Arbitrage : Tristley Bassue        | Arbitrage : Tristley Bassue |

| 10 octobre 2019 | Belize  | 0 - 4   | Saint-Christophe-et-Niévès                     | Isidoro Beaton Stadium, Belmopan |                          |
| 22:00           |         | (0 - 1) | 12e Sterling-James · 48e (pen.) 56e 63e Liburd | Arbitrage : Sergio Reyna         | Arbitrage : Sergio Reyna |
| 22:00           | Rapport |         |                                                | Arbitrage : Sergio Reyna         | Arbitrage : Sergio Reyna |

| 4e journée            | Saint-Christophe-et-Niévès | 0 - 1   | Belize          | Warner Park, Basseterre   |                           |
| 13 octobre 2019 18:00 |                            | (0 - 1) | 3e (pen.) Smith | Arbitrage : Jaime Herrera | Arbitrage : Jaime Herrera |
| 13 octobre 2019 18:00 | Rapport                    |         |                 | Arbitrage : Jaime Herrera | Arbitrage : Jaime Herrera |

| 13 octobre 2019 | Grenade     | 1 - 0   | Guyane | Kirani James Stadium, Saint-Georges |                         |
| 19:00           | Charles 67e | (0 - 0) |        | Arbitrage : Bryan López             | Arbitrage : Bryan López |
| 19:00           | Rapport     |         |        | Arbitrage : Bryan López             | Arbitrage : Bryan López |

| 5e journée             | Saint-Christophe-et-Niévès | 0 - 0   | Grenade | Warner Park, Basseterre      |                              |
| 14 novembre 2019 14:00 |                            | (0 - 0) |         | Arbitrage : Daneon Parchment | Arbitrage : Daneon Parchment |
| 14 novembre 2019 14:00 | Rapport                    |         |         | Arbitrage : Daneon Parchment | Arbitrage : Daneon Parchment |

| 14 novembre 2019 | Belize                  | 2 - 0   | Guyane | Isidoro Beaton Stadium, Belmopan |                          |
| 18:00            | Lewis 4e · McCaulay 70e | (1 - 0) |        | Arbitrage : Erick Lezama         | Arbitrage : Erick Lezama |
| 18:00            | Rapport                 |         |        | Arbitrage : Erick Lezama         | Arbitrage : Erick Lezama |

| 6e journée             | Guyane                          | 3 - 1   | Saint-Christophe-et-Niévès | Stade Edmard-Lama, Remire-Montjoly |                          |
| 17 novembre 2019 17:00 | Marigard 19e 28e · Sarrucco 76e | (2 - 1) | 11e Terrell                | Arbitrage : Oscar Macías           | Arbitrage : Oscar Macías |
| 17 novembre 2019 17:00 | Rapport                         |         |                            | Arbitrage : Oscar Macías           | Arbitrage : Oscar Macías |

| 17 novembre 2019 | Grenade             | 3 - 2   | Belize                    | Kirani James Stadium, Saint-Georges |                         |
| 19:00            | Charles 14e 59e 68e | (1 - 1) | 32e Gaynair · 55e Salazar | Arbitrage : José Torres             | Arbitrage : José Torres |
| 19:00            | Rapport             |         |                           | Arbitrage : José Torres             | Arbitrage : José Torres |

### Groupe B
| Rang | Équipe                 | Pts | J | G | N | P | Bp | Bc | Diff |  | Résultats (▼ dom., ► ext.) |     |     |     |     |
| ---- | ---------------------- | --- | - | - | - | - | -- | -- | ---- |  | -------------------------- | --- | --- | --- | --- |
| 1    | Salvador               | 15  | 6 | 5 | 0 | 1 | 10 | 1  | +9   |  | Salvador                   |     | 1-0 | 2-0 | 3-0 |
| 2    | Montserrat             | 8   | 6 | 2 | 2 | 2 | 4  | 5  | -1   |  | Montserrat                 | 0-2 |     | 2-1 | 1-1 |
| 3    | République dominicaine | 7   | 6 | 2 | 1 | 3 | 5  | 5  | 0    |  | République dominicaine     | 1-0 | 0-0 |     | 3-0 |
| 4    | Sainte-Lucie           | 4   | 6 | 1 | 1 | 4 | 2  | 10 | -8   |  | Sainte-Lucie               | 0-2 | 0-1 | 1-0 |     |

| 1re journée            | Montserrat               | 2 - 1   | République dominicaine | Blakes Estate Stadium, Lookout |                          |
| 7 septembre 2019 15:00 | Comley 29e · Clifton 65e | (1 - 1) | 23e García             | Arbitrage : Sergio Reyna       | Arbitrage : Sergio Reyna |
| 7 septembre 2019 15:00 | Rapport                  |         |                        | Arbitrage : Sergio Reyna       | Arbitrage : Sergio Reyna |

| 7 septembre 2019 | Salvador                                     | 3 - 0   | Sainte-Lucie | Estadio Cuscatlán, San Salvador |                           |
| 22:00            | Orellana 7e · Cerén 73e (pen.) · Bonilla 87e | (1 - 0) |              | Arbitrage : Óscar Moncada       | Arbitrage : Óscar Moncada |
| 22:00            | Rapport                                      |         |              | Arbitrage : Óscar Moncada       | Arbitrage : Óscar Moncada |

| 2e journée              | Montserrat     | 1 - 1   | Sainte-Lucie         | Blakes Estate Stadium, Lookout |                            |
| 10 septembre 2019 16:00 | Weir-Daley 45e | (1 - 0) | 87e (pen.) Frederick | Arbitrage : Nelson Salgado     | Arbitrage : Nelson Salgado |
| 10 septembre 2019 16:00 | Rapport        |         |                      | Arbitrage : Nelson Salgado     | Arbitrage : Nelson Salgado |

| 10 septembre 2019 | République dominicaine | 1 - 0   | Salvador | Estadio Cibao, Santiago   |                           |
| 18:00             | Bueno 7e               | (1 - 0) |          | Arbitrage : Oshane Nation | Arbitrage : Oshane Nation |
| 18:00             | Rapport                |         |          | Arbitrage : Oshane Nation | Arbitrage : Oshane Nation |

| 3e journée            | République dominicaine                | 3 - 0   | Sainte-Lucie | Estadio Olímpico Félix Sánchez, Saint-Domingue |                             |
| 12 octobre 2019 18:00 | López 34e · Romero 52e · González 85e | (1 - 0) |              | Arbitrage : Nitzar Sandoval                    | Arbitrage : Nitzar Sandoval |
| 12 octobre 2019 18:00 | Rapport                               |         |              | Arbitrage : Nitzar Sandoval                    | Arbitrage : Nitzar Sandoval |

| 12 octobre 2019 | Montserrat | 0 - 2   | Salvador                   | Blakes Estate Stadium, Lookout |                           |
| 22:00           |            | (0 - 1) | 43e Domínguez · 78e Zelaya | Arbitrage : Juan Calderón      | Arbitrage : Juan Calderón |
| 22:00           | Rapport    |         |                            | Arbitrage : Juan Calderón      | Arbitrage : Juan Calderón |

| 4e journée            | Sainte-Lucie | 0 - 2   | Salvador                  | Darren Sammy Cricket Ground, Gros Islet |                          |
| 15 octobre 2019 17:00 |              | (0 - 0) | 68e Zelaya · 88e Portillo | Arbitrage : Erick Lezama                | Arbitrage : Erick Lezama |
| 15 octobre 2019 17:00 | Rapport      |         |                           | Arbitrage : Erick Lezama                | Arbitrage : Erick Lezama |

| 15 octobre 2019 | République dominicaine | 0 - 0   | Montserrat | Estadio Olímpico Félix Sánchez, Saint-Domingue |                         |
| 19:15           |                        | (0 - 0) |            | Arbitrage : Raúl Castro                        | Arbitrage : Raúl Castro |
| 19:15           | Rapport                |         |            | Arbitrage : Raúl Castro                        | Arbitrage : Raúl Castro |

| 5e journée             | Sainte-Lucie | 1 - 0   | République dominicaine | Darren Sammy Cricket Ground, Gros Islet |                           |
| 16 novembre 2019 18:00 | Joseph 38e   | (1 - 0) |                        | Arbitrage : Jaime Herrera               | Arbitrage : Jaime Herrera |
| 16 novembre 2019 18:00 | Rapport      |         |                        | Arbitrage : Jaime Herrera               | Arbitrage : Jaime Herrera |

| 16 novembre 2019 | Salvador       | 1 - 0   | Montserrat | Estadio Cuscatlán, San Salvador |                            |
| 22:00            | Portillo 90+1e | (0 - 0) |            | Arbitrage : Oliver Vergara      | Arbitrage : Oliver Vergara |
| 22:00            | Rapport        |         |            | Arbitrage : Oliver Vergara      | Arbitrage : Oliver Vergara |

| 6e journée             | Sainte-Lucie | 0 - 1   | Montserrat | Darren Sammy Cricket Ground, Gros Islet |                           |
| 19 novembre 2019 17:30 |              | (0 - 1) | 35e Pond   | Arbitrage : Oshane Nation               | Arbitrage : Oshane Nation |
| 19 novembre 2019 17:30 | Rapport      |         |            | Arbitrage : Oshane Nation               | Arbitrage : Oshane Nation |

| 19 novembre 2019 | Salvador                  | 2 - 0   | République dominicaine | Estadio Cuscatlán, San Salvador |                             |
| 17:30            | Portillo 16e · Punyed 87e | (1 - 0) |                        | Arbitrage : Benjamín Pineda     | Arbitrage : Benjamín Pineda |
| 17:30            | Rapport                   |         |                        | Arbitrage : Benjamín Pineda     | Arbitrage : Benjamín Pineda |

### Groupe C
| Rang | Équipe             | Pts | J | G | N | P | Bp | Bc | Diff |  | Résultats (▼ dom., ► ext.) |     |     |     |     |
| ---- | ------------------ | --- | - | - | - | - | -- | -- | ---- |  | -------------------------- | --- | --- | --- | --- |
| 1    | Jamaïque           | 16  | 6 | 5 | 1 | 0 | 21 | 1  | +20  |  | Jamaïque                   |     | 1-1 | 6-0 | 2-0 |
| 2    | Guyana             | 10  | 6 | 3 | 1 | 2 | 12 | 10 | +2   |  | Guyana                     | 0-4 |     | 5-1 | 4-2 |
| 3    | Antigua-et-Barbuda | 9   | 6 | 3 | 0 | 3 | 8  | 17 | -9   |  | Antigua-et-Barbuda         | 0-2 | 2-1 |     | 2-1 |
| 4    | Aruba              | 0   | 6 | 0 | 0 | 6 | 5  | 18 | -13  |  | Aruba                      | 0-6 | 0-1 | 2-3 |     |

| 1re journée            | Aruba   | 0 - 1   | Guyana     | Ergilio Hato Stadion, Willemstad |                           |
| 6 septembre 2019 19:00 |         | (0 - 1) | 22e Holder | Arbitrage : Jaime Herrera        | Arbitrage : Jaime Herrera |
| 6 septembre 2019 19:00 | Rapport |         |            | Arbitrage : Jaime Herrera        | Arbitrage : Jaime Herrera |

| 6 septembre 2019 | Jamaïque                                                                     | 6 - 0   | Antigua-et-Barbuda | Montego Bay Complex, Montego Bay |                            |
| 20:00            | Nicholson 9e 51e · Decordova-Reid 31e · Brown 67e · Bailey 77e · Vassell 81e | (2 - 0) |                    | Arbitrage : Oliver Vergara       | Arbitrage : Oliver Vergara |
| 20:00            | Rapport                                                                      |         |                    | Arbitrage : Oliver Vergara       | Arbitrage : Oliver Vergara |

| 2e journée             | Antigua-et-Barbuda        | 2 - 1   | Aruba            | Sir Vivian Richards Stadium, Saint-George |                            |
| 9 septembre 2019 15:00 | Bishop 8e · Harriette 69e | (1 - 1) | 45+5e Groothusen | Arbitrage : Rubiel Vazquez                | Arbitrage : Rubiel Vazquez |
| 9 septembre 2019 15:00 | Rapport                   |         |                  | Arbitrage : Rubiel Vazquez                | Arbitrage : Rubiel Vazquez |

| 9 septembre 2019 | Guyana  | 0 - 4   | Jamaïque                        | Leonora Field, Leonora       |                              |
| 19:00            |         | (0 - 3) | 14e 26e Powell · 44e 54e Orgill | Arbitrage : William Anderson | Arbitrage : William Anderson |
| 19:00            | Rapport |         |                                 | Arbitrage : William Anderson | Arbitrage : William Anderson |

| 3e journée            | Antigua-et-Barbuda          | 2 - 1   | Guyana       | Sir Vivian Richards Stadium, Saint-George |                            |
| 11 octobre 2019 17:00 | Griffith 15e · Benjamin 17e | (2 - 0) | 50e Welshman | Arbitrage : Keylor Herrera                | Arbitrage : Keylor Herrera |
| 11 octobre 2019 17:00 | Rapport                     |         |              | Arbitrage : Keylor Herrera                | Arbitrage : Keylor Herrera |

| 12 octobre 2019 | Jamaïque                     | 2 - 0   | Aruba | Independence Park, Kingston |                         |
| 18:00           | Williams 13e · Nicholson 89e | (1 - 0) |       | Arbitrage : Jorge Pérez     | Arbitrage : Jorge Pérez |
| 18:00           | Rapport                      |         |       | Arbitrage : Jorge Pérez     | Arbitrage : Jorge Pérez |

| 4e journée            | Guyana                                             | 5 - 1   | Antigua-et-Barbuda | Leonora Field, Leonora       |                              |
| 14 octobre 2019 20:00 | Bobb 1re 28e · Holder 65e · Daniel · Schultz 90+3e | (2 - 0) | 48e Jarvis         | Arbitrage : William Anderson | Arbitrage : William Anderson |
| 14 octobre 2019 20:00 | Rapport                                            |         |                    | Arbitrage : William Anderson | Arbitrage : William Anderson |

| 15 octobre 2019 | Aruba   | 0 - 6   | Jamaïque                                                                | Ergilio Hato Stadion, Willemstad |                             |
| 19:00           |         | (0 - 4) | 7e Willis · 17e 53e Foster · 19e Walker · 34e Nicholson · 47e Flemmings | Arbitrage : Ricardo Montero      | Arbitrage : Ricardo Montero |
| 19:00           | Rapport |         |                                                                         | Arbitrage : Ricardo Montero      | Arbitrage : Ricardo Montero |

| 5e journée             | Antigua-et-Barbuda | 0 - 2   | Jamaïque                | Sir Vivian Richards Stadium, Saint-George |                               |
| 15 novembre 2019 19:00 |                    | (0 - 1) | 34e Willis · 58e Morris | Arbitrage : Randy Encarnación             | Arbitrage : Randy Encarnación |
| 15 novembre 2019 19:00 | Rapport            |         |                         | Arbitrage : Randy Encarnación             | Arbitrage : Randy Encarnación |

| 15 novembre 2019 | Guyana                                  | 4 - 2   | Aruba                    | Leonora Field, Leonora     |                            |
| 20:00            | Briggs 7e · Harriott 44e · Bobb 53e 73e | (2 - 2) | 2e Croes · 22e Breinburg | Arbitrage : Kevin Morrison | Arbitrage : Kevin Morrison |
| 20:00            | Rapport                                 |         |                          | Arbitrage : Kevin Morrison | Arbitrage : Kevin Morrison |

| 6e journée             | Aruba                | 2 - 3   | Antigua-et-Barbuda                         | Ergilio Hato Stadion, Willemstad |                         |
| 18 novembre 2019 18:00 | John 20e · Harms 76e | (1 - 1) | 36e Benjamin · 82e (csc) Harms · 84e Bowry | Arbitrage : Jorge Pérez          | Arbitrage : Jorge Pérez |
| 18 novembre 2019 18:00 | Rapport              |         |                                            | Arbitrage : Jorge Pérez          | Arbitrage : Jorge Pérez |

| 18 novembre 2019 | Jamaïque | 1 - 1   | Guyana       | Montego Bay Complex, Montego Bay |                            |
| 20:00            | East 50e | (0 - 1) | 45e Welshman | Arbitrage : Keylor Herrera       | Arbitrage : Keylor Herrera |
| 20:00            | Rapport  |         |              | Arbitrage : Keylor Herrera       | Arbitrage : Keylor Herrera |

### Groupe D
| Rang | Équipe                          | Pts | J | G | N | P | Bp | Bc | Diff |  | Résultats (▼ dom., ► ext.)      |     |     |     |     |
| ---- | ------------------------------- | --- | - | - | - | - | -- | -- | ---- |  | ------------------------------- | --- | --- | --- | --- |
| 1    | Suriname                        | 13  | 6 | 4 | 1 | 1 | 16 | 5  | +11  |  | Suriname                        |     | 0-1 | 6-0 | 4-0 |
| 2    | Saint-Vincent-et-les-Grenadines | 11  | 6 | 3 | 2 | 1 | 6  | 4  | +2   |  | Saint-Vincent-et-les-Grenadines | 2-2 |     | 1-0 | 1-0 |
| 3    | Nicaragua                       | 7   | 6 | 2 | 1 | 3 | 9  | 11 | -2   |  | Nicaragua                       | 1-2 | 1-1 |     | 3-1 |
| 4    | Dominique                       | 3   | 6 | 1 | 0 | 5 | 3  | 14 | -11  |  | Dominique                       | 1-2 | 1-0 | 0-4 |     |

| 1re journée            | Dominique     | 1 - 2   | Suriname       | Windsor Park, Roseau       |                            |
| 5 septembre 2019 15:00 | Frederick 23e | (1 - 1) | 7e 90e Vlijter | Arbitrage : Jamar Springer | Arbitrage : Jamar Springer |
| 5 septembre 2019 15:00 | Rapport       |         |                | Arbitrage : Jamar Springer | Arbitrage : Jamar Springer |

| 5 septembre 2019 | Nicaragua       | 1 - 1   | Saint-Vincent-et-les-Grenadines | Estadio Nacional, Managua |                          |
| 20:00            | Yorke 87e (csc) | (0 - 1) | 45+2e Anderson                  | Arbitrage : Walter López  | Arbitrage : Walter López |
| 20:00            | Rapport         |         |                                 | Arbitrage : Walter López  | Arbitrage : Walter López |

| 2e journée             | Saint-Vincent-et-les-Grenadines | 1 - 0   | Dominique | Arnos Vale Stadium, Kingstown |                             |
| 8 septembre 2019 15:00 | Cunningham 45+2e                | (1 - 0) |           | Arbitrage : Sherwin Johnson   | Arbitrage : Sherwin Johnson |
| 8 septembre 2019 15:00 | Rapport                         |         |           | Arbitrage : Sherwin Johnson   | Arbitrage : Sherwin Johnson |

| 8 septembre 2019 | Suriname                                         | 6 - 0   | Nicaragua | André Kamperveen Stadion, Paramaribo |                         |
| 18:00            | Vlijter 9e 11e 30e 65e · Fer 13e · Comvalius 85e | (4 - 0) |           | Arbitrage : Bryan López              | Arbitrage : Bryan López |
| 18:00            | Rapport                                          |         |           | Arbitrage : Bryan López              | Arbitrage : Bryan López |

| 3e journée            | Saint-Vincent-et-les-Grenadines | 2 - 2   | Suriname        | Arnos Vale Stadium, Kingstown |                          |
| 11 octobre 2019 15:00 | Stewart 58e 90+5e (pen.)        | (0 - 1) | 26e 53e Vlijter | Arbitrage : Walter López      | Arbitrage : Walter López |
| 11 octobre 2019 15:00 | Rapport                         |         |                 | Arbitrage : Walter López      | Arbitrage : Walter López |

| 11 octobre 2019 | Nicaragua                     | 3 - 1   | Dominique  | Estadio Nacional, Managua  |                            |
| 22:00           | Chavarría 7e 41e · Rayo 90+1e | (2 - 0) | 90+3e Wade | Arbitrage : Nelson Salgado | Arbitrage : Nelson Salgado |
| 22:00           | Rapport                       |         |            | Arbitrage : Nelson Salgado | Arbitrage : Nelson Salgado |

| 4e journée            | Dominique | 0 - 4   | Nicaragua                                               | Windsor Park, Roseau     |                          |
| 14 octobre 2019 15:00 |           | (0 - 1) | 42e Chavarría · 71e 84e (pen.) Bonilla · 90+2e Mendieta | Arbitrage : Kimbell Ward | Arbitrage : Kimbell Ward |
| 14 octobre 2019 15:00 | Rapport   |         |                                                         | Arbitrage : Kimbell Ward | Arbitrage : Kimbell Ward |

| 14 octobre 2019 | Suriname | 0 - 1   | Saint-Vincent-et-les-Grenadines | André Kamperveen Stadion, Paramaribo |                            |
| 19:00           |          | (0 - 0) | 68e Stewart                     | Arbitrage : Oliver Vergara           | Arbitrage : Oliver Vergara |
| 19:00           | Rapport  |         |                                 | Arbitrage : Oliver Vergara           | Arbitrage : Oliver Vergara |

| 5e journée             | Saint-Vincent-et-les-Grenadines | 1 - 0   | Nicaragua | Arnos Vale Stadium, Kingstown |                        |
| 15 novembre 2019 14:00 | Sutherland 60e                  | (1 - 0) |           | Arbitrage : Reon Radix        | Arbitrage : Reon Radix |
| 15 novembre 2019 14:00 | Rapport                         |         |           | Arbitrage : Reon Radix        | Arbitrage : Reon Radix |

| 15 novembre 2019 | Suriname                       | 4 - 0   | Dominique | André Kamperveen Stadion, Paramaribo |                             |
| 19:30            | Apai 15e 88e · Vlijter 60e 74e | (1 - 0) |           | Arbitrage : Sherwin Johnson          | Arbitrage : Sherwin Johnson |
| 19:30            | Rapport                        |         |           | Arbitrage : Sherwin Johnson          | Arbitrage : Sherwin Johnson |

| 6e journée             | Dominique   | 1 - 0   | Saint-Vincent-et-les-Grenadines | Windsor Park, Roseau         |                              |
| 18 novembre 2019 15:00 | Laville 71e | (0 - 0) |                                 | Arbitrage : Ricangel de Leça | Arbitrage : Ricangel de Leça |
| 18 novembre 2019 15:00 | Rapport     |         |                                 | Arbitrage : Ricangel de Leça | Arbitrage : Ricangel de Leça |

| 18 novembre 2019 | Nicaragua   | 1 - 2   | Suriname                        | Estadio Nacional, Managua       |                                 |
| 22:00            | Fuentes 60e | (0 - 1) | 21e Comvalius · 53e Hasselbaink | Arbitrage : Patrick Senecharles | Arbitrage : Patrick Senecharles |
| 22:00            | Rapport     |         |                                 | Arbitrage : Patrick Senecharles | Arbitrage : Patrick Senecharles |

## Classement général et buteurs

### Classement général
Légende des classements
- Promu en Ligue A et qualifié pour la phase finale et pour la Gold Cup 2021
- Qualifié pour les Éliminatoires de la Gold Cup 2021
- Relégué en Ligue C

| Classement final de la phase de groupe Mise à jour : 19 novembre 2019, après la phase de groupe. \| Ligue B \| Ligue B \| Ligue B \| Ligue B \| Ligue B \| Ligue B \| Ligue B \| Ligue B \| Ligue B \| Ligue B \| Ligue B \| \| Rang \| Nation \| Parcours \| Gr. \| MJ \| G \| N \| P \| Pts \| Bp \| Bc \| \| ------- \| ------------------------------- \| ------------------------------- \| ------- \| ------- \| ------- \| ------- \| ------- \| ------- \| ------- \| ------- \| \| 1re \| Jamaïque \| Meilleur premier de groupe \| C \| 6 \| 5 \| 1 \| 0 \| 16 \| 21 \| 1 \| \| 2e \| Salvador \| 2e meilleur premier de groupe \| B \| 6 \| 5 \| 0 \| 1 \| 15 \| 10 \| 1 \| \| 3e \| Grenade \| 3e meilleur premier de groupe \| A \| 6 \| 4 \| 2 \| 0 \| 14 \| 8 \| 4 \| \| 4e \| Suriname \| 4e meilleur premier de groupe \| D \| 6 \| 4 \| 1 \| 1 \| 13 \| 16 \| 5 \| \| \| \| \| \| \| \| \| \| \| \| \| \| 5e \| Saint-Vincent-et-les-Grenadines \| Meilleur deuxième de groupe \| D \| 6 \| 3 \| 2 \| 1 \| 11 \| 6 \| 4 \| \| 6e \| Guyana \| 2e meilleur deuxième de groupe \| C \| 6 \| 3 \| 1 \| 2 \| 10 \| 12 \| 10 \| \| 7e \| Guyane \| 3e meilleur deuxième de groupe \| A \| 6 \| 2 \| 2 \| 2 \| 8 \| 8 \| 6 \| \| 8e \| Montserrat \| 4e meilleur deuxième de groupe \| B \| 6 \| 2 \| 2 \| 2 \| 8 \| 4 \| 5 \| \| \| \| \| \| \| \| \| \| \| \| \| \| 9e \| Antigua-et-Barbuda \| Meilleur troisième de groupe \| C \| 6 \| 3 \| 0 \| 3 \| 9 \| 8 \| 17 \| \| 10e \| République dominicaine \| 2e meilleur troisième de groupe \| B \| 6 \| 2 \| 1 \| 3 \| 7 \| 5 \| 5 \| \| 11e \| Nicaragua \| 3e meilleur troisième de groupe \| D \| 6 \| 2 \| 1 \| 3 \| 7 \| 9 \| 11 \| \| 12e \| Belize \| 4e meilleur troisième de groupe \| A \| 6 \| 2 \| 0 \| 4 \| 6 \| 6 \| 12 \| \| \| \| \| \| \| \| \| \| \| \| \| \| 13e \| Saint-Christophe-et-Niévès \| Meilleur quatrième de groupe \| A \| 6 \| 1 \| 2 \| 3 \| 5 \| 8 \| 8 \| \| 14e \| Sainte-Lucie \| 2e meilleur quatrième de groupe \| B \| 6 \| 1 \| 1 \| 4 \| 4 \| 2 \| 10 \| \| 15e \| Dominique \| 3e meilleur quatrième de groupe \| D \| 6 \| 1 \| 0 \| 5 \| 3 \| 3 \| 14 \| \| 16e \| Aruba \| 4e meilleur quatrième de groupe \| C \| 6 \| 0 \| 0 \| 6 \| 0 \| 5 \| 18 \| |                                 |                                 |     |    |   |   |   |     |    |    |
| Ligue B |                                 |                                 |     |    |   |   |   |     |    |    |
| Rang | Nation                          | Parcours                        | Gr. | MJ | G | N | P | Pts | Bp | Bc |
| 1re | Jamaïque                        | Meilleur premier de groupe      | C   | 6  | 5 | 1 | 0 | 16  | 21 | 1  |
| 2e | Salvador                        | 2e meilleur premier de groupe   | B   | 6  | 5 | 0 | 1 | 15  | 10 | 1  |
| 3e | Grenade                         | 3e meilleur premier de groupe   | A   | 6  | 4 | 2 | 0 | 14  | 8  | 4  |
| 4e | Suriname                        | 4e meilleur premier de groupe   | D   | 6  | 4 | 1 | 1 | 13  | 16 | 5  |
| |                                 |                                 |     |    |   |   |   |     |    |    |
| 5e | Saint-Vincent-et-les-Grenadines | Meilleur deuxième de groupe     | D   | 6  | 3 | 2 | 1 | 11  | 6  | 4  |
| 6e | Guyana                          | 2e meilleur deuxième de groupe  | C   | 6  | 3 | 1 | 2 | 10  | 12 | 10 |
| 7e | Guyane                          | 3e meilleur deuxième de groupe  | A   | 6  | 2 | 2 | 2 | 8   | 8  | 6  |
| 8e | Montserrat                      | 4e meilleur deuxième de groupe  | B   | 6  | 2 | 2 | 2 | 8   | 4  | 5  |
| |                                 |                                 |     |    |   |   |   |     |    |    |
| 9e | Antigua-et-Barbuda              | Meilleur troisième de groupe    | C   | 6  | 3 | 0 | 3 | 9   | 8  | 17 |
| 10e | République dominicaine          | 2e meilleur troisième de groupe | B   | 6  | 2 | 1 | 3 | 7   | 5  | 5  |
| 11e | Nicaragua                       | 3e meilleur troisième de groupe | D   | 6  | 2 | 1 | 3 | 7   | 9  | 11 |
| 12e | Belize                          | 4e meilleur troisième de groupe | A   | 6  | 2 | 0 | 4 | 6   | 6  | 12 |
| |                                 |                                 |     |    |   |   |   |     |    |    |
| 13e | Saint-Christophe-et-Niévès      | Meilleur quatrième de groupe    | A   | 6  | 1 | 2 | 3 | 5   | 8  | 8  |
| 14e | Sainte-Lucie                    | 2e meilleur quatrième de groupe | B   | 6  | 1 | 1 | 4 | 4   | 2  | 10 |
| 15e | Dominique                       | 3e meilleur quatrième de groupe | D   | 6  | 1 | 0 | 5 | 3   | 3  | 14 |
| 16e | Aruba                           | 4e meilleur quatrième de groupe | C   | 6  | 0 | 0 | 6 | 0   | 5  | 18 |

### Buteurs
Mise à jour : après les rencontres du 19 novembre
10 buts
- Gleofilo Vlijter

6 buts
- Jamal Charles

4 buts
- Trayon Bobb
- Shamar Nicholson
- Rowan Liburd

3 buts
- Juan Carlos Portillo
- Carlos Chavarría
- Cornelius Stewart

2 buts
- Junior Benjamin
- D'Andre Bishop
- Deon McCaulay
- Rodolfo Zelaya
- Jessy Marigard
- Sheldon Holder
- Emery Welshman
- Maalique Foster
- Dever Orgill
- Alvas Powell
- Chavany Willis
- Byron Bonilla
- Dimitrie Apai
- Ivenzo Comvalius

1 but
- Daniel Bowry
- Quinton Griffith
- Tevaughn Harriette
- Gregor Breinburg
- Glenbert Croes
- Terence Groothusen
- Noah Harms
- Joshua John
- Ian Gaynair
- Ean Lewis
- Michael Salazar
- Elroy Smith
- Anfernee Frederick
- Audel Laville
- Julian Wade
- Jairo Bueno
- Josh García
- Rudolf González
- Jean Carlos López
- Dorny Romero
- Nelson Bonilla
- Darwin Cerén
- Roberto Domínguez
- Narciso Orellana
- Pablo Punyed
- Alex Éric
- Miguel Haabo
- Joël Sarrucco
- Kairo Mitchell
- A. J. Paterson
- Matthew Briggs
- Kadell Daniel
- Callum Harriott
- Pernell Schultz
- Leon Bailey
- Brian Brown
- Bobby Decordova-Reid
- Javon East
- Junior Flemmings
- Ricardo Morris
- Peter-Lee Vassell
- Lamar Walker
- Devon Williams
- Adrian Clifton
- James Comley
- Nathan Pond
- Spencer Weir-Daley
- Rigoberto Fuentes
- Ricardo Mendieta
- Ulises Rayo
- G'Vaune Amory
- Tahir Hanley
- Omari Sterling-James
- Tyquan Terrell
- Kurt Frederick
- Antonio Joseph
- Oalex Anderson
- Chavel Cunningham
- Jahvin Sutherland
- Donnegy Fer
- Nigel Hasselbaink

Contre son camp  (csc)
- Noah Harms (face à l'Antigua-et-Barbuda)
- Jamal Yorke (face au Nicaragua)